# آلبرتو سوتو
آلبرتو سوتو (انگلیسی: Alberto Soto؛ زادهٔ ۱۷ مارس ۲۰۰۱) بازیکن فوتبال است.

## دوران بازی
در سال ۲۰۲۰، سوتو به صورت قرضی از اتلتیکو مادرید به تیم دسته سومی اسپانیا، یعنی لا نوسیا فرستاده شد. در سال ۲۰۲۱ به صورت قرضی به تیم کانادایی اتلتیکو اتاوا رفت. در ۲۲ ژوئیه ۲۰۲۱، او اولین بازی خود را برای اتلتیکو اتاوا در جریان باخت ۲–۴ مقابل پاسیفیک اف سی انجام داد.